# Cleonymia diffluens
Cleonymia diffluens là một loài bướm đêm trong họ Noctuidae.